# San Mauro Mare
San Mauro Mare è una frazione del comune italiano di San Mauro Pascoli, nella provincia di Forlì-Cesena, in Emilia-Romagna.

## Geografia fisica
Sorge sulle rive del mare Adriatico nella parte meridionale della pianura Padana ad un'altezza di 2 m s.l.m.; l'abitato si sviluppa su un territorio pianeggiante che digrada dolcemente verso il mare.

### Territorio
È situata nella Riviera romagnola, a 7 km dal centro di San Mauro Pascoli, situata tra i paesi di Savignano a Mare e Bellaria-Igea Marina.
La spiaggia dove sorgono gli stabilimenti balneari è lunga 700 metri ed è costituita da sabbia finissima e acque molto basse particolarmente adatte alla balneazione.

### Clima
Il clima è temperato caldo, stabilmente umido, con estate molto calda (classificazione Köppen-Geiger Cfa).

La Stazione meteorologica del parco Panzini si trova a 700 m dal centro del paese, i dati riportati in tabella fanno riferimento all'anno 2015.
| SAN MAURO MARE        | Mesi    | Mesi   | Mesi     | Mesi  | Mesi   | Mesi    | Mesi  | Mesi   | Mesi     | Mesi   | Mesi   | Mesi    | Stagioni | Stagioni | Stagioni | Stagioni | Anno  |
| SAN MAURO MARE        | Gen     | Feb    | Mar      | Apr   | Mag    | Giu     | Lug   | Ago    | Set      | Ott    | Nov    | Dic     | Inv      | Pri      | Est      | Aut      | Anno  |
| --------------------- | ------- | ------ | -------- | ----- | ------ | ------- | ----- | ------ | -------- | ------ | ------ | ------- | -------- | -------- | -------- | -------- | ----- |
| T. max. media (°C)    | 10,0    | 9,8    | 13,0     | 16,9  | 21,9   | 26,5    | 30,4  | 28,5   | 24,9     | 18,0   | 13,6   | 7,8     | 9,2      | 17,3     | 28,5     | 18,8     | 18,4  |
| T. min. media (°C)    | 2,7     | 3,2    | 6,3      | 9,1   | 14,4   | 17,6    | 22,5  | 19,9   | 17,1     | 11,7   | 6,9    | 2,6     | 2,8      | 9,9      | 20,0     | 11,9     | 11,2  |
| Precipitazioni (mm)   | 28,2    | 203,6  | 171,3    | 101,7 | 154,4  | 34,7    | 1,7   | 63,7   | 44,1     | 81,0   | 42,8   | 1,5     | 233,3    | 427,4    | 100,1    | 167,9    | 928,7 |
| Vento (direzione-m/s) | ONO 8,2 | N 10,1 | ENE 10,7 | E 9,8 | NE 9,0 | ESE 8,8 | E 8,4 | NO 8,1 | ENE 10,6 | NO 8,3 | NO 7,3 | ONO 4,9 | 7,7      | 9,8      | 8,4      | 8,7      | 8,7   |

## Storia
Nel 1827 nasce il Comune di San Mauro di Romagna affacciato sul mare Adriatico con un tratto costiero di 700 m compreso tra le località Due Bocche e Cagnona, che coincidono con le attuali Savignano a Mare e Bellaria.
Nell'ottobre 1828 la cessione di 2075 tornature di terreno da parte della famiglia Braschi alla famiglia romana dei Torlonia porta alla formazione di uno dei latifondi più grandi di Romagna, all'interno del quale si trova il territorio costiero dove sorgerà San Mauro a Mare.
La successiva bonifica di 200 ettari tra le linee dei poderi Capanni, Torretta, Cagnona e il mare trasforma una porzione di terreni improduttivi in un'area agricola in cui saranno messe a dimora culture di gelso e tabacco, le nuove terre bonificate vedranno la nascita della nuova località rivierasca.
Intorno al 1840 l’abitato era costituito da almeno due abitazione, una di proprietà della famiglia Nicoletti e l’altra dei fratelli Pompeo e Paolo Marcosanti nativi di Sogliano al Rubicone e proprietari del palazzo Marcosanti-Ripa.
Nel gennaio 1889 viene inaugurato il tratto Cesenatico–Rimini della Ferrovia Ferrara-Rimini, determinante per la nascita del primo nucleo urbano di San Mauro a Mare.
Nel 1928 con l'istituzione della Strada Statale SS16 la località viene collegata a tutta la costa adriatica, l'anno seguente il Touring Club Italiano descrive “San Mauro al Mare” come un gruppo di villette ad un km dalla nuova statale, con alcune botteghe ed una trattoria. L'arenile all'epoca è descritto essere largo dai 20 ai 30 m pianeggiante e formato da sabbia fine con dune retrostanti.
Nel 1932 per Regio Decreto il nome di San Mauro di Romagna viene cambiato in San Mauro Pascoli e quello di San Mauro al Mare diviene San Mauro a Mare.

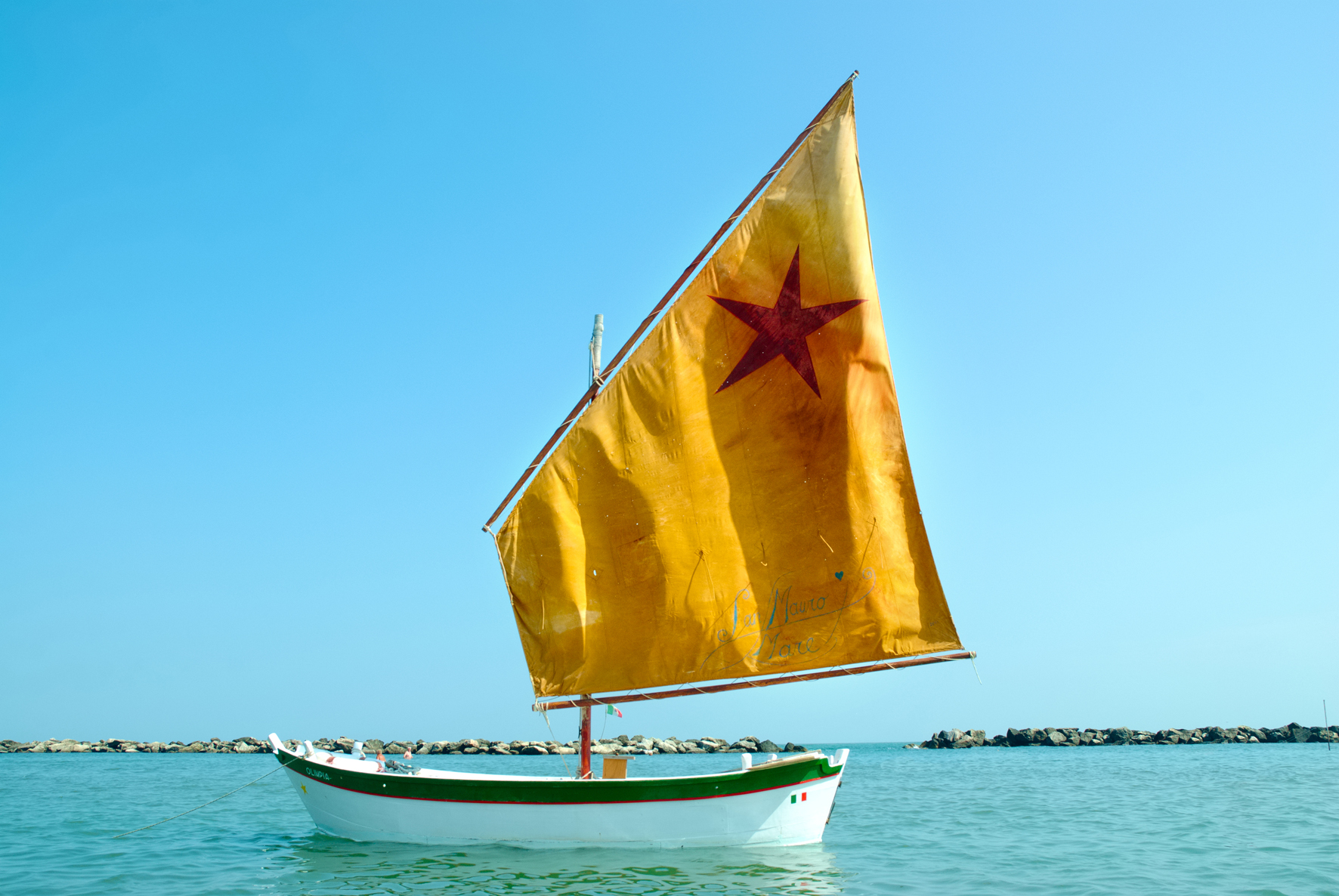
Battana romagnola

Fino al termine degli anni '30 del XX secolo l'economia del paese resta prevalentemente legata all'agricoltura ed alla piccola pesca costiera svolta con le tipiche imbarcazioni in fasciame armate con vele al terzo (battane), l'attività turistica è ancora agli albori. 
Durante il Secondo conflitto mondiale la località si trova coinvolta nei combattimenti sulla Linea Christa attestata sul fiume Rubicone ( Linea Gotica - Fiumicino ); le forze Alleate a causa delle forti piogge e della resistenza delle truppe tedesche impiegarono dal 1 al 10 ottobre 1944 per attraversare la linea di difesa della Wehrmacht ed avanzare verso Cesenatico.
Le truppe Alleate che raggiunsero San Mauro Mare il 27 settembre 1944 erano composte dai soldati greci della 3rd Greek Mountain Brigade e da quelli della 2nd New Zealand Division.
Nel territorio è ancora visibile la torretta affiorante di un bunker tedesco tipo Tobruk.
Dal maggio 1945 al luglio 1947 sul territorio di San Mauro Mare furono allestiti due dei sedici campi di prigionia e di internamento creati dagli inglesi dell’Ottava Armata facenti parte del 370 Camp Central Mediterranean Area conosciuto anche come Enklave Rimini.
Le due strutture di detenzione furono realizzate nella zona a monte della strada statale 16 Adriatica (SS 16) e contraddistinti dalle sigle 5a e 5b, erano destinate ad accogliere prevalentemente i recalcitrans..
Negli anni 50 del XX secolo ha inizio lo sviluppo turistico con la costruzione di alberghi e strutture per i villeggianti, l'economia del paese diviene prettamente turistica e raggiunge l'apice negli anni 70.
La sera del 18 agosto 1991 San Mauro Mare fu teatro di un agguato perpetrato dalla Banda della Uno bianca, nelle vicinanze della discoteca GEO venero uccisi due ragazzi senegalesi ed un terzo rimase gravemente ferito.

## Monumenti e luoghi d'interesse

### Architetture religiose
- Chiesa di Santa Maria Goretti

### Architetture civili
- Parco Stefano Campana[11]

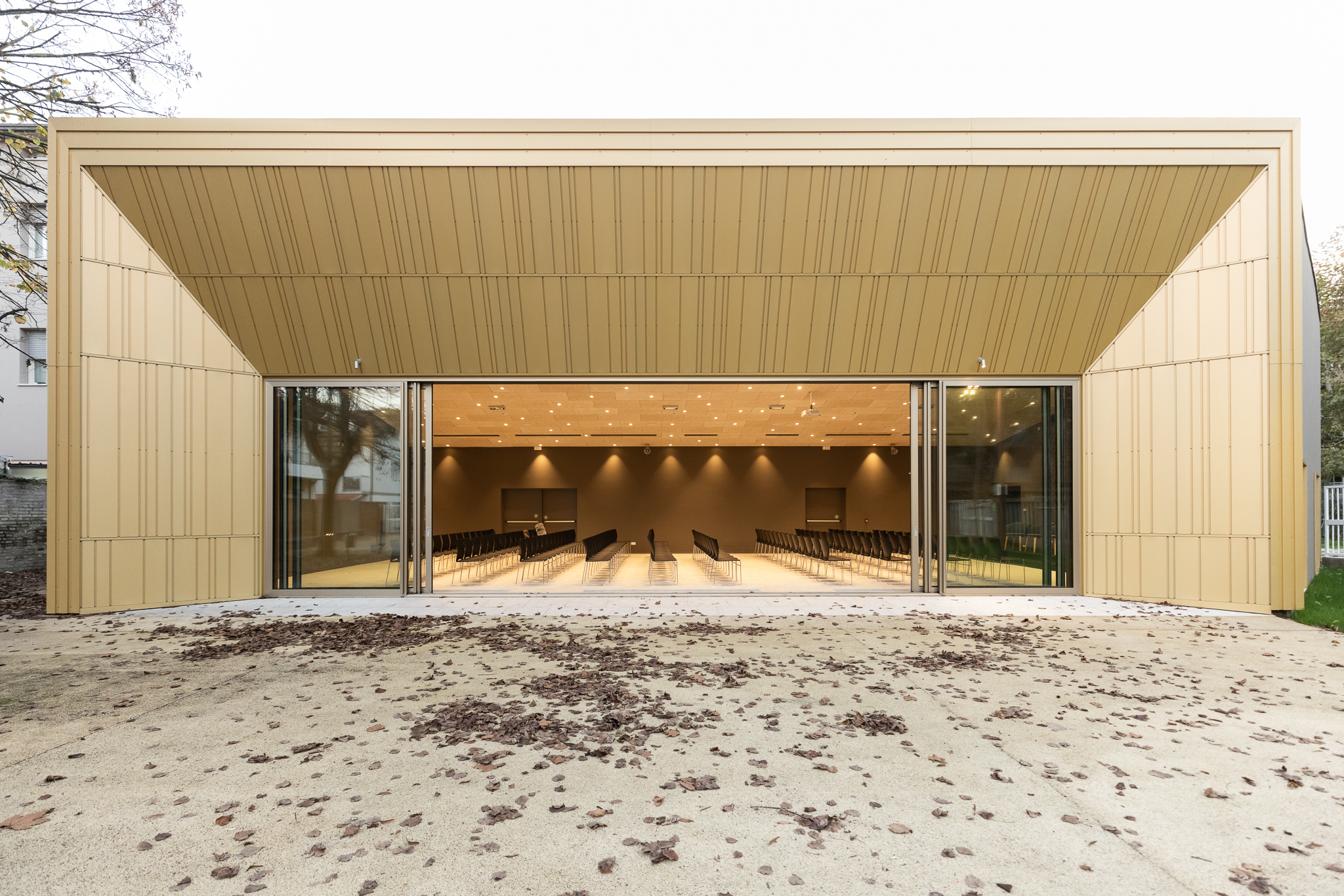
Palazzo del Turismo Arcobaleno

- Palazzo del Turismo ArcobalenoPalazzo del turismo Arcobaleno [12] Inaugurato il 6 settembre 2024 è la sede dell’Ufficio informazioni e accoglienza turistica (IAT), la nuova costruzione è stata realizzata come rigenerazione urbana dell’area occupata dalla ex Arena Arcobaleno della quale conserva lo schermo all’aperto per le proiezioni cinematografiche.  Il progetto è stato realizzato dallo Studio di Architettura Laprimastanza.

### Aree naturali
- Parco Don Ivo Rossi  - 21400 m²;
- Parco Mare Blu - 6123 m²;
- Parco Stefano Campana - 3000 m².[13]

Il territorio del comune è inserito all'interno dell'area naturale protetta dell'Oasi costiera dei 4 comuni, area creata nell'ambito del programma Agenda 21.

## Società

### Evoluzione demografica
Secondo i dati ISTAT, al 31 dicembre 2011 la popolazione residente nella frazione era di 1 238 abitanti, gli stranieri residenti 224, pari al 18,1% degli abitanti. Le provenienze maggiormente rappresentate erano:
- Europa 185 abitanti
- Africa 18 abitanti
- Asia 15 abitanti
- America 6 abitanti

### Religione
La locale parrocchia Santa Maria Goretti fa parte della Diocesi di Rimini, venne formalmente istituita con il decreto del vescovo Emilio Biancheri il 1º giugno 1963.  Ne fa parte anche la chiesa Sant'Antonio in località Capanni.

## Cultura

### Cinema

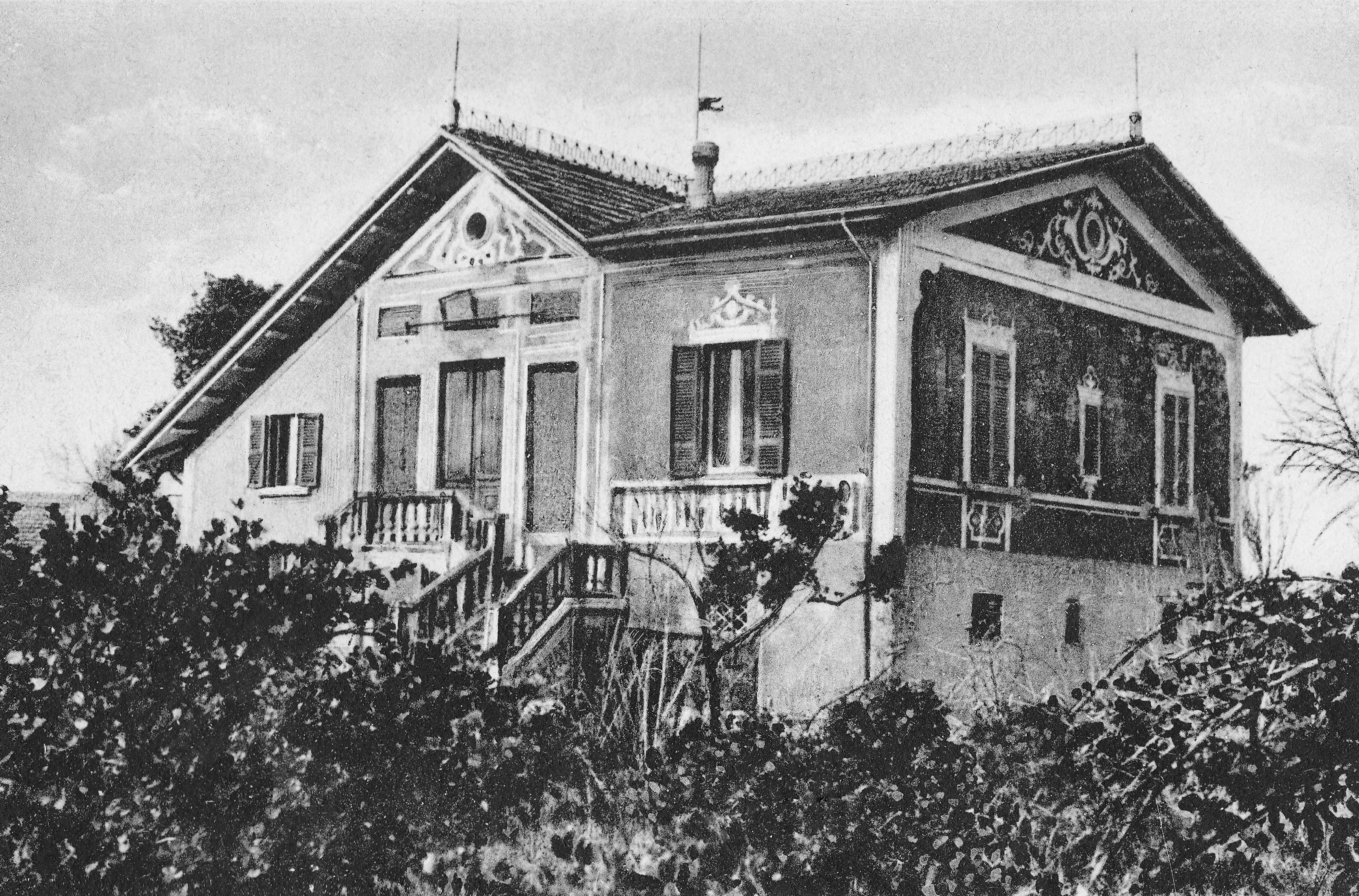
Villa Semprini in una foto d'epoca

San Mauro Mare compare sullo schermo la prima volta nel 1982 nello sceneggiato RAI L’Andreana diretto da Leonardo Cortese e tratto dall’omonimo romanzo di Marino Moretti, alcune scene sono state girate presso Villa Semprini. 
Altre pellicole in cui sono presenti scene girate a San Mauro Mare sono:
- Il futuro è donna (1984, drammatico, diretto da Marco Ferreri) [17]
- I pavoni (1994, drammatico, diretto da Luciano Manuzzi) [18]
- Vedremo (2017, comico, diretto da Franco Ceredi)

### Eventi
- Fiera della Conchiglia, il primo weekend di luglio[19].
- La Notte Rosa, il primo weekend di luglio.[20]

## Geografia antropica

### Urbanistica
Il primo nucleo cittadino sorse nei pressi dell’attuale Piazza Cesare Battisti (già Piazza Guglielmo Marconi), per poi occupare l'area fino al vecchio tragitto della Strada Statale Adriatica che ne rappresenta il confine sud-ovest.
In base ai dati ISTAT gli edifici presenti alla data del 31 dicembre 2011 erano stati costruiti nei seguenti intervalli temporali:
| Dati ISTAT    | Prima del 1919 | 1919 1945 | 1946 1960 | 1961 1970 | 1971 1980 | 1981 1990 | 1991 2000 | 2001 2005 | 2006 2011 |
| ------------- | -------------- | --------- | --------- | --------- | --------- | --------- | --------- | --------- | --------- |
| n° di edifici | 1              | 10        | 45        | 83        | 56        | 8         | 3         | 6         | 2         |

### Distribuzione antropica

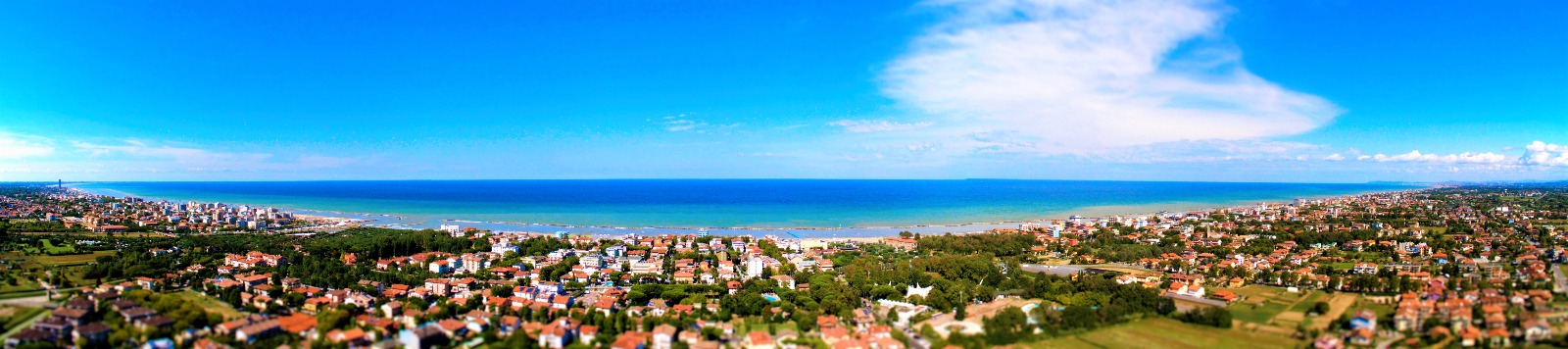
Vista aerea del territorio di San Mauro a Mare

I residenti alla data 31 dicembre 2011 erano 1238 distribuiti su una superficie di 0,450 m², gli edifici complessivamente 277 di cui 271 utilizzati, di questi 225 erano classificati come edilizia residenziale, gli altri 46 edifici sono classificati come commerciali o produttivi.
Le strutture alberghiere presenti nell’anno 2015 erano 39 e per la quasi totalità situati tra la linea ferroviaria ed il mare.
L'unico campeggio presente occupa una area di 16700 m² a valle della ferrovia.
Tabella arrivi turistici
| Mese      | Anno  | Anno  | Anno  | Anno  | Anno  |
| Mese      | 2010  | 2011  | 2012  | 2013  | 2014  |
| --------- | ----- | ----- | ----- | ----- | ----- |
| Gennaio   | 141   | 365   | 104   | 108   | 105   |
| Febbraio  | 92    | 116   | 80    | 116   | 129   |
| Marzo     | 176   | 122   | 148   | 627   | 542   |
| Aprile    | 2286  | 2310  | 2461  | 1577  | 3146  |
| Maggio    | 3523  | 2257  | 2607  | 2443  | 3247  |
| Giugno    | 7344  | 7799  | 8347  | 7779  | 8052  |
| Luglio    | 9751  | 11637 | 10897 | 10205 | 10101 |
| Agosto    | 11519 | 11968 | 11556 | 13430 | 12815 |
| Settembre | 3344  | 3700  | 3167  | 3378  | 3470  |
| Ottobre   | 154   | 129   | 219   | 717   | 447   |
| Novembre  | 139   | 120   | 218   | 113   | 122   |
| Dicembre  | 498   | 157   | 434   | 223   | 491   |
| TOTALE    | 38967 | 40680 | 40238 | 40716 | 42667 |

Certificazioni ambientali
Il territorio di San Mauro a Mare è certificato secondo la norma UNI EN ISO 14001:2004 dal febbraio 2008 e registrato secondo il Regolamento EMAS (Eco Management and Audit Scheme), dal giugno 2008, la certificazione interessa tutto il Comune di San Mauro Pascoli.
Bandiera blu, San Mauro a Mare ha ottenuto il riconoscimento assegnato dalla FEE (Foundation for Environmental Education) dal 2006 al 2015 e dal 2022 al 2024.

## Economia
San Mauro a Mare è una località balneare dotata di strutture alberghiere, stabilimenti balneari e servizi collegati.

## Infrastrutture e trasporti

### Strade
L'abitato è costeggiato dalla Strada statale 16 Adriatica, dalla quale è raggiungibile l'autostrada A14, caselli di Valle del Rubicone (10,40 km) e Rimini nord (22,47 km).

### Piste ciclabili
Sul lungomare di San Mauro Mare è stato realizzato il tratto locale della Ciclovia Adriatica (BI6), già individuata quale itinerario n. 6 del progetto di rete ciclabile nazionale Bicitalia, che si sviluppa lungo la costa Adriatica per circa 1200 Km.
Parallelamente alla via Romea è presente un ulteriore pista ciclopedonale che si collega al tratto ciclabile di Bellaria e Savignano Mare e permette di raggiungere ii paese di San Mauro Pascoli, il tutto su corsia riservata.

### Mobilità urbana
I trasporti interurbani di San Mauro a Mare vengono svolti con autoservizi di linea gestiti dalla società Start Romagna.

## Amministrazione

### Gemellaggi
- Naumburg

## Sport
La principale società calcistica è la A.S.D. Virtus San Mauro Mare, fondata nel 1973. Milita attualmente nel campionato di serie C femminile.